# Непорушна дружба
«Непорушна дружба» (інша назва: «Гірський потік») — радянський художній фільм 1939 року, знятий режисером Патваканом Бархударяном на кіностудії «Вірменкіно».

## Сюжет
Фільм оповідає про боротьбу вірменських та азербайджанських колгоспників з таємними «внутрішніми ворогами».

## У ролях
- Вагарш Вагаршян — Оган Амі
- Ованес Авакян — Рустем
- Фаддей Сар'ян — Сіракян
- Георгій Ашугян — Армо
- Амалія Аразян — Наріна
- Хачатур Абрамян — Гасан
- Л. Шахпаронян — Гюльнара
- Р. Степанян — Джахангір

## Знімальна група
- Режисер — Патвакан Бархударян
- Сценаристи — Патвакан Бархударян, Сергій Євлахов, Генріх Оганисян
- Оператор — Сергій Геворкян
- Композитор — Арон Степанян
- Художник — Сергій Сафарян